# Конт, Огюст
Исидо́р Мари́ Огю́ст Франсуа́ Ксавье́ Конт (фр. Isidore Marie Auguste François Xavier Comte; 19 января 1798, Монпелье — 5 сентября 1857, Париж) — французский социолог и философ

. Основоположник позитивизма и социологии как самостоятельной науки, а также дисциплины истории науки. Основные труды — принесший ему наибольшую известность «Курс позитивной философии» (фр. «Cours de philosophie positive», т. 1-6, 1830—1842) и «Система позитивной политики, или Трактат по социологии, устанавливающий религию Человечества» (фр. Système de politique positive ou Traité de sociologie instituant la religion de l'Humanité) (т. 1-4, 1851—1854).

## Биография

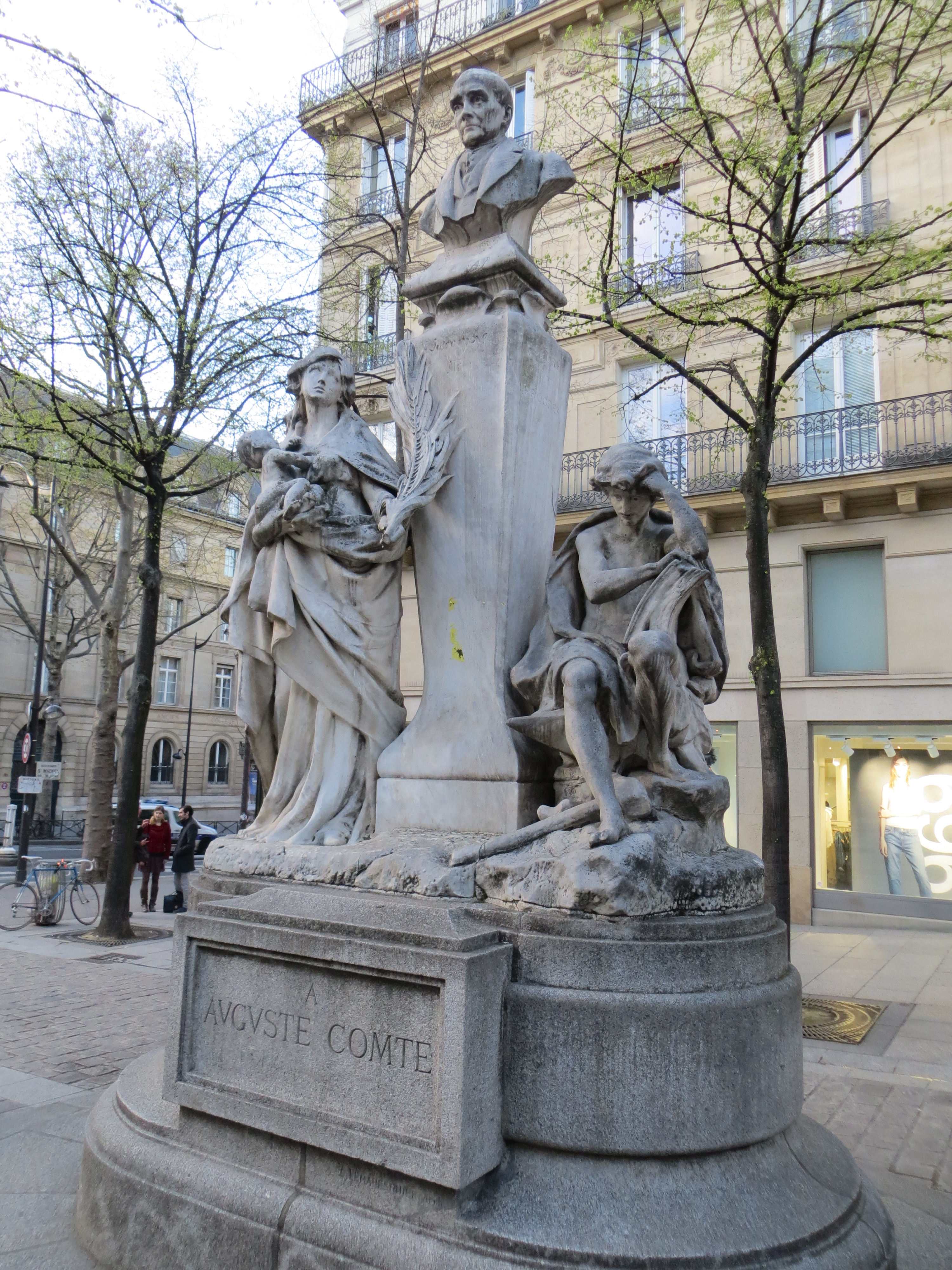
Скульптор Ж.-А. Энжальбер. Памятник О. Конту в Париже

Родился в Монпелье в католической семье. Его отец был сборщиком податей.
В лицее особенно успевал в математике. Поступив в Политехническую школу, он удивлял профессоров и товарищей своим умственным развитием. В 1816 году студенты возмутились против одного из репетиторов и послали ему написанное Контом требование выйти в отставку. Вследствие этого школа была временно закрыта, а Конт выслан в родной город.
 Через год он, против воли родителей, вернулся в Париж, где с трудом существовал уроками математики. Попытки найти какое-нибудь определённое положение оказались неудачны (между прочим, он поступил секретарём к банкиру Казимиру Перье, но сразу же с ним поссорился).
Вскоре он сблизился с Сен-Симоном, стал на несколько лет его учеником и сотрудником и написал первую часть Сен-Симонова «Catéchisme des Industriels» (Катехизис промышленников) под заглавием «Prospectus des travaux scientifiques nécessaires pour réorganiser la société» («Проспект научных работ, необходимых для реорганизации общества») (1822 год; 2-е издание 1824). Здесь уже обнаружилось существенное разногласие между учителем и учеником. Сен-Симон находил, что Конт становится на исключительно научную (аристотелевскую) точку зрения, оставляя в стороне «сентиментальную» и религиозную часть системы, а Конт, в свою очередь, заявлял (впоследствии), что его философские убеждения находятся в непримиримом противоречии с новыми религиозными тенденциями Сен-Симона. Как писал Владимир Соловьёв, это противоречие в то время существовало, и только под конец своей жизни Конт своеобразным способом пришёл к сентиментальным и религиозным идеям, отчасти напоминающим соответствующие воззрения Сен-Симона и сен-симонистов. С последними Конт поддерживал отношения некоторое время и после смерти учителя, помещая статьи в их журнале «Le Producteur» (1826).
Разойдясь с сен-симонистами, Конт решил упрочить своё положение в учёном мире. К этому его поощрял успех его вышеназванного сочинения, которое заслужило одобрительные отзывы, между прочим, от Гизо, Брольи, Сэ, Карно, Ламенне и Гегеля.
Личная жизнь Конта во время его молодости была беспорядочна. В 1818 году он сошёлся с женщиной значительно старше его, от которой имел дочь. В 1821 году он познакомился в одном увеселительном заведении с молодой особой лёгкого поведения, Каролиной Массен, с которой потом вступил в гражданский брак (1825 год). Эта женщина отличалась замечательными умственными способностями и сильным характером, но вместе с тем, по свидетельству Конта, ей недоставало женственности, сердечности и нравственного чувства .
В апреле 1826 года Конт открыл в своей квартире курс позитивной философии перед учёными слушателями, в числе которых находились такие знаменитости, как Александр Гумбольдт, Блэнвилль, Луи Пуансо и Франсуа Бруссэ. После третьей лекции Конт заболел умопомешательством, в припадке которого убежал из Парижа в Монморанси. Главной причиной болезни было, по-видимому, чрезмерное напряжение умственной деятельности; ускорению кризиса способствовали домашние неприятности с женой, вызывавшей своим поведением ревность Конта (не исключено, что безосновательную). Отыскав его в Монморанси, она едва не утонула в озере, куда он её бросил в припадке бешенства. Помещённый сначала в психиатрическую лечебницу Эскироля, он скоро был взят домой на попечение жены и матери. Дома он стал выздоравливать и, по настоянию матери, вступил в церковный брак с Каролиной. По временам к нему возвращались припадки умоисступления, в один из которых он бросился в Сену, но был спасён. В августе 1828 года наступило полное выздоровление, а в январе 1829 года он возобновил и в том же году окончил свой приватный курс позитивной философии, который затем повторил публично перед более обширной аудиторией. В 1830 году Конт подвергся нескольким дням ареста за отказ поступить в национальную гвардию (при Луи-Филиппе), мотивированный его республиканскими убеждениями. В 1832 и 1833 годах он безуспешно обращался (лично и письменно) к министру народного просвещения Гизо с просьбой учредить для него кафедру общей истории математических и естественных наук. Гизо, успевший забыть свой прежний благоприятный отзыв о первом сочинении Конта, отзывается в своих записках об основателе позитивизма как о добросовестном и убеждённом, но ограниченном и полоумном фанатике.
Считая настоящим путём общественного прогресса распространение научных знаний в народе, Конт совместно с рядом других учёных основал ещё в 1830 году Association polytechnique, которая должна была устраивать даровые популярные курсы точных наук для рабочего населения Парижа. На свою долю Конт взял курс астрономии, который и читал в течение многих лет. В это же время он печатал свой «Cours de philosophie positive» (I том в 1830 году, последний, VI, в 1842 году). Во время обработки этого сочинения он намеренно воздерживался от чтения книг, прямо относившихся к занимавшим его предметам, а также совсем не читал газет и журналов (хотя бы научных), называя такое воздержание «мозговой гигиеной»; зато он занимался своим эстетическим образованием, прочёл (как утверждается) в подлиннике наиболее знаменитых поэтов латинских, итальянских, испанских и английских и усердно посещал оперу и концерты. Кроме частных уроков, Конт получил в это время место репетитора, а потом экзаменатора в Политехнической школе, и мог жить безбедно. Старания его проникнуть в Академию наук остались безуспешны.
1842 год стал роковым в жизни Конта. Окончив своё главное философское сочинение, он сосредоточил своё внимание на вопросах религиозно-политических, что повело его к созданию «позитивной религии» и к притязаниям на первосвященническое достоинство. Тогда же он вступил в открытую борьбу со своими коллегами по Политехнической школе (вследствие помещённой им в предисловии к последнему тому «Курса позитивной философии» бранной выходки против знаменитого Араго), что вскоре привело к потере им места и к необходимости пользоваться частной благотворительностью. Наконец, в том же году он разошёлся со своей женой. Три английских читателя «Курса позитивной философии» (среди них Джон Стюарт Милль), узнав о стеснённом положении Конта, прислали ему значительную сумму денег. Конт счёл такую субсидию за выражение «общественной обязанности» по отношению к его «нравственной магистратуре» и потребовал её возобновления на следующий год. Когда это требование было отклонено, он обратился с циркуляром к приверженцам позитивизма на всём «западе», требуя материальной поддержки для себя как главного органа нового учения. Подписка, вскоре после этого устроенная Эмилем Литтре, достигла цели и повторялась потом ежегодно.
В апреле 1845 года Конт познакомился с Клотильдой де Во (de Vaux), женой одного лишённого прав преступника, и вступил с ней в тесную (платоническую) связь. Это была тридцатилетняя женщина, обладавшая всеми теми качествами, которых недоставало госпоже Конт. Близкие сношения Конта с Клотильдой, которая решительно удерживала за ними чисто идеальный характер, продолжались ровно год, до её смерти, после чего восторженная любовь Конта к этой женщине перешла в мистический культ, сделавшийся настоящей основой новой «позитивной» религии: душевный переворот, произошедший в Конте под влиянием знакомства с ней, а потом — её смерти, выразился, главным образом, в перемещении центра тяжести его жизни и мыслей из научной сферы в религиозную. Такой характер имеет второе его большое сочинение, которое он сам считал главнейшим своим трудом — «Système de politique positive» (4 тома, 1851—54). Политическое и социальное преобразование народов ставится здесь в зависимость от новой религии человечества, первосвященником которой объявляет себя сам Конт. Зародышем этой новой организации является основанная Контом (в 1848 году) Société positiviste. Все решительнее выступая в роли первосвященника, Конт обращается с предложениями и советами к русскому императору Николаю I и к великому визирю Решид-паше, но с особенной настойчивостью старается привлечь на свою сторону орден иезуитов. Находившийся в Италии ученик Конта Сабатье получил предписание вступить с генералом ордена в переговоры на следующих основаниях: 1) иезуиты отказываются от этого имени и принимают название игнациане, 2) генерал ордена официально провозглашается главой католической церкви и переселяется в Париж, оставляя папу князем-епископом Рима, 3) «игнациане» вступают с позитивистами в религиозно-политический союз для искоренения протестантства, деизма и скептицизма и для преобразования всего человечества на общих католическо-позитивных началах, и 4) публичное открытие совместных действий назначается на 1862 или 1863 год. Отправленное к генералу ордена, Бексу, письмо в этом смысле осталось сначала без ответа; Бекс даже не слышал до тех пор имени Конта, а ассистент его думал, что речь идёт о публицисте Ш. Конте. Когда дело разъяснилось, Конту было сообщено, что иезуиты, как монахи, не занимаются политикой, а как христиане — не могут иметь религиозной солидарности с людьми, отрицающими божество Христа. Конт не потерял, однако, надежды и заявил, что всё-таки намерен вскоре написать воззвание о союзе с «игнацианами». В письме к Сабатье он удивляется отсталости иезуитских начальников, «не понимающих неизмеримого превосходства Игнатия Лойолы перед Иисусом»; для вразумления их он посылает генералу Бексу некоторые из своих сочинений, которые тот оставил неразрезанными.
Важнейшие успехи точных наук, достигнутые или подготовленные в эпоху Конта (например, механическая теория теплоты, спектральный анализ, теория эволюции организмов), частью были ему чужды, частью прямо противоречили его мнению. Естествоиспытатели, как Гексли, допускают его компетентность только в математике, но и это оспаривается такими авторитетами в математических науках, как Гершель и Араго. Одобрение некоторых учёных (напр. Брюстера) относится (и то с ограничениями) лишь к его изложению научных данных и к его суждениям о научных предметах, а не к каким-нибудь положительным приобретениям, связанным с его именем.

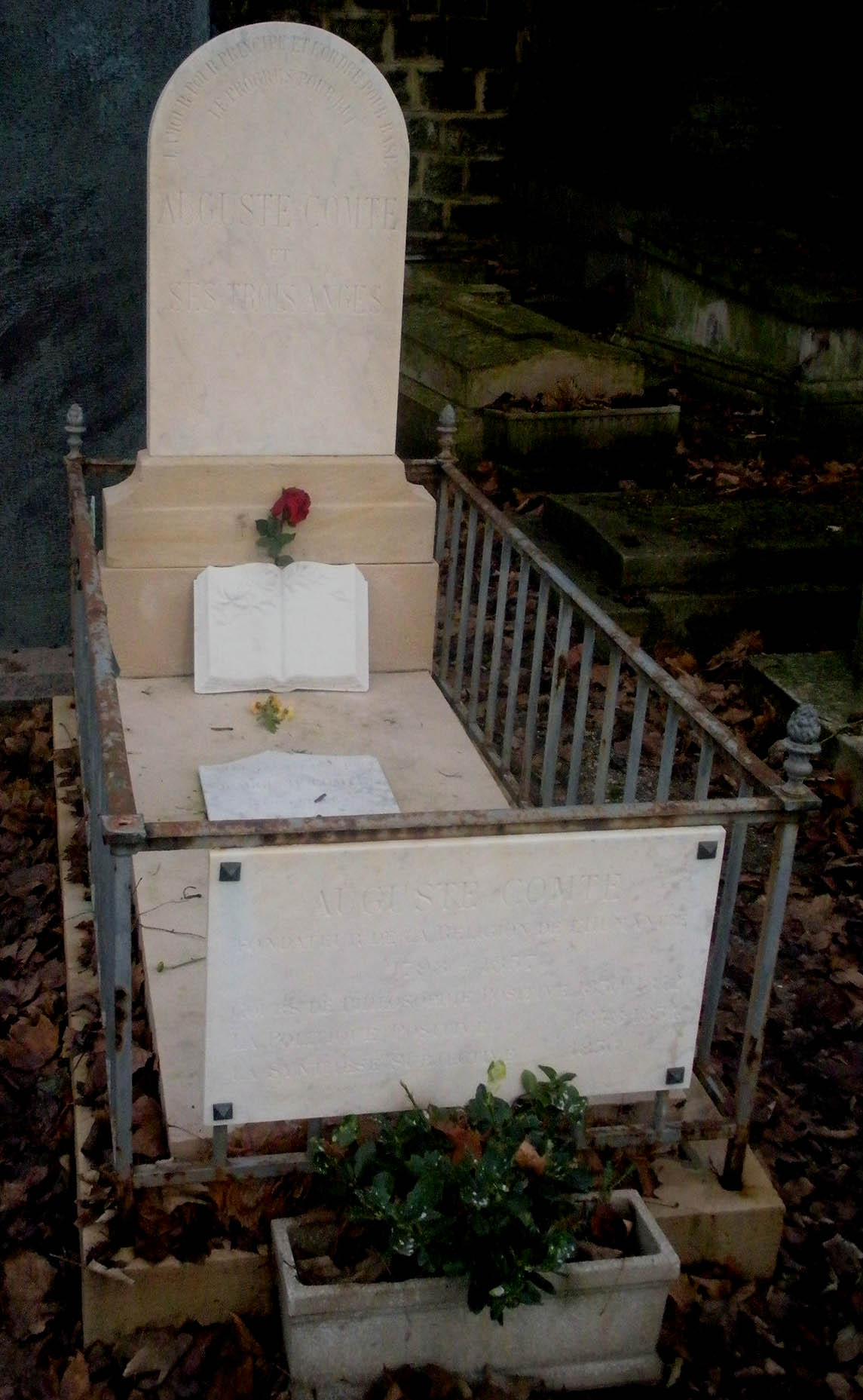
Могила Огюста Конта на кладбище Пер-Лашез

Все это происходило в последний год жизни Конта (1857). Смерть его была ускорена нравственными причинами. Ещё в 1852 году он разошёлся с главным своим учеником, Литтре, который, принимая всецело его позитивную философию, не захотел следовать за ним по мистическому пути его позднейшего учения. В 1855 году отношения обострились вследствие составленного Контом завещания, где были пункты, оскорбительные для его жены, за которую вступился Литтре. В мае 1857 года Конт заболел. Когда он стал выздоравливать, Литтре пришёл к нему для переговоров о завещании. Конт ни в чём не уступил и был чрезвычайно расстроен этим посещением; он объявил, что не желает никогда больше видеть Литтре и отзывался крайне враждебно о нём и о своей жене. Через несколько дней после этого с ним сделался удар. 5 сентября утром он почувствовал облегчение и пожелал остаться один; когда к нему вошли, то нашли его неподвижно распростёртым перед «алтарем Клотильды», а вечером того же дня он тихо скончался. Госпожа Конт после смерти мужа выказала большое неуважение к его памяти, завладела его жилищем, выгнала преданных ему людей, выбросила его реликвии и впоследствии оспаривала судебным порядком его завещание, доказывая, что он последние двенадцать лет жизни был умалишённым, на чём настаивал и Литтре. Суд не нашёл это мнение основательным и утвердил завещание Конта (за исключением пунктов, оскорбительных для чести госпожи Конт).
Он не смог простить свою жену и помириться с Литтре. Последний взрыв злобы к этим двум близким лицам не только подорвал физическую жизнь Конта, но и обнаружил его нравственную несостоятельность[уточнить]. Что касается вопроса о вторичном сумасшествии Конта, то оба противоположные взгляда на этот счёт неудовлетворительны. Принять вместе с Литтре, что Конт был уже болен, когда составлял и печатал свою «Systemè de politique positive» — невозможно: это произведение не сумасшедшего, а ума значительного и оригинального, возвышающегося иногда до гениальных мыслей и прозрений. Некоторые странности в развитии идей показывают недостаток вкуса и такта, усиленный той искусственной изоляцией, которой подвергал себя Конт ради «мозговой гигиены»: здесь и причина, и следствие относятся к категории чудачества, а не душевной болезни. Но нельзя также принять и то мнение (к которому присоединяется автор монографии о Конте, Грубер), что Конт оставался умственно нормальным до самого конца своей жизни. За последние два года его взгляды, поступки и письма обнаруживают несомненные признаки умственного расстройства (вероятно, в связи с потерей нравственного равновесия). Не нужно быть психиатром, чтобы понять специфически болезненный характер такого, например, факта: в 1855 году, в самый разгар притеснительного режима второй империи, Конт хотел читать публичный курс позитивной философии, но не получил на это разрешения от властей; дело было понятно само собой, но Конт (в частном письме) объясняет его, вполне серьёзно, особым деликатным вниманием императорского правительства к достоинству его, Конта, как первосвященника, которому не подобало выступать перед публикой в качестве обычного лектора. Несомненная ненормальность обнаруживается также в его сношениях с иезуитами. По словам О. Г. Виленского, имеется много достоверных свидетельств о психических расстройствах у О. Конта.
В возрасте 28 лет философ пытался утопить свою жену, а потом покончить с собой, в связи с чем был помещен в состоянии «буйного помешательства» в психиатрическую лечебницу — к знаменитому психиатру Эскиролю. В целом он лечился (то в лечебнице, то дома) под наблюдением Эскироля в течение 10 лет. …
Биография Конта оставляет впечатление истории болезни больного параноидной шизофренией.
По оценке Владимира Соловьёва, личность Конта вызывает скорее сострадание, чем благоговение. Он не считает Конта ни нравственным героем, ни великим деятелем точной науки. Для определения действительного значения мыслителя и его заслуг Соловьёв предлагает обратиться к его учению, то есть к двум системам общих идей, которые изложены под именем позитивной философии и позитивной политики.

Конечно, в моей ранней вражде против Конта и позитивизма было гораздо больше увлечения и страсти, чем в теперешней вечерней любви, которая зависит от лучшего знания. И если я всё-таки полагаю, что Конт действительно заслужил себе место в святцах христианского человечества, то я разумею это в самом определённом смысле, в котором, право, нет ничего соблазнительного или оскорбительного для кого бы то ни было. «Святой» не значит совершенный во всех отношениях и даже не значит непременно совершенный в каком-нибудь одном отношении. Святость не есть даже совершенная доброта, или благость: благ один только Бог. — Кто имеет достаточные и неоднократные сведения о жизни и трудах Конта, тот признает в нём, конечно, кроме разных заблуждений и некоторые коренные недостатки ума и характера, но вместе с тем признает и отсутствие в нём всякого лукавства, его редкое прямодушие, простоту и чистосердечие. Вот почему та Премудрость, которая «не внидет в душу злохудожну», нашла себе место в душе этого человека и дала ему быть, хотя и полусознательным, провозвестником высоких истин о Великом Существе и о воскресении мертвых.
— Идея Человечества у Августа Конта // Соловьёв В. С. Сочинения в 2 т., «Мысль». 1988, Т. 2, стр. 581

## Этапы в творчестве
Первый период (1819—1828, почти полностью совпадает со временем его сотрудничества с Сен-Симоном), характеризующийся изданием шести небольших программных сочинений — «опускулов»:
Конт развивает последние идеи Сен-Симона, обозначает наиболее важные свои собственные идеи, которые будет разрабатывать впоследствии: идея об особой роли учёных в новом обществе; различение двух главных эпох в развитии человечества (критической и органической); понятие и принципы «позитивной политики»; «закон трёх стадий».
Второй период (1830—1842):
Издаётся 6-томный «Курс позитивной философии», разрабатываются философские и научные основы позитивного мировоззрения, обосновывается включенность человеческого и социального мира в общую систему мироздания, подчинённость человеческих дел естественному ходу вещей и ориентацию социологии на естественные науки.
Третий период (1845—1857):
Издаются «Система позитивной политики, или Социологический трактат, учреждающий Религию Человечества», «Позитивистский катехизис», «Субъективный синтез». Позитивизм рассматривается Контом, как доктрина, в которой интеллектуальные, научные элементы подчинены моральным, религиозным и политическим. Социальный мир рассматривается, как продукт чувства, воли и деятельности человека.

## Учение Огюста Конта

### Классификация наук
Создать посредством правильного обобщения фактов («объективный метод») из частных наук одну положительную философию, а затем, через применение «субъективного метода», превратить её в положительную религию — так определял сам Конт свою двойную задачу, разрешаемую в его двух главных сочинениях. Эта формула в своём целом выражает лишь его позднейшую точку зрения, как пишет Вл. Соловьёв. Когда он задумывал, обрабатывал и издавал «Курс философии позитивизма», он вовсе не думал о превращении или хотя бы о дополнении философии религией. Напротив, главной причиной его разрыва с Сен-Симоном было стремление последнего к возрождению религиозных идей и учреждений. Для самого Конта основное побуждение (в первый период его деятельности) состояло в том, чтобы объединить умственный мир человечества на твёрдой почве положительных наук, через совершенное исключение (élimination) всяких спорных теологических и метафизических идей. Современное Конту образованное человечество находилось, на его взгляд, в критическом состоянии умственной анархии и дезорганизации, после того как теологические и метафизические попытки духовного объединения потерпели бесповоротное крушение. Из такого бедственного состояния человечество не могло быть выведено отдельными науками; каждая из них, имея свой специальный предмет, не могла браться за общую задачу духовной реорганизации. Разрешить с успехом эту задачу была бы в состоянии только такая система, которая с всеобъемлющим характером прежней теологии и метафизики соединяла бы достоверность точной науки. Такая система и есть положительная философия, то есть основанная не на фантазии и отвлеченном мышлении, как теология и метафизика, а на бесспорном фактическом материале наук, как последнее обобщение их данных. Каждая наука в своей частной области объясняет неопределенное множество наблюдаемых фактов, сводя их к известным единообразиям, называемым законами и выражающим постоянную связь явлений, в их совместности или сосуществовании и в их последовательности. Распространяя тот же познавательный процесс на всю область научного ведения, философия должна установить связь между предметами отдельных наук и, следовательно, между самими науками. Философия не имеет своего особенного содержания; она только приводит в общий систематический порядок содержание всех наук. Основание положительной философии есть, таким образом, классификация или «иерархия» наук. Начиная с самой общей или широкой по объёму и простой по содержанию науки — математики, — Конт располагает все прочие области знания в порядке убывающей общности и простоты, или возрастающей спецификации и сложности. В этом порядке Конт отмечает шесть главных ступеней, которым соответствуют шесть основных наук: математика, астрономия, физика, химия, биология и социология. При дальнейшем расчленении этих наук Конт руководствуется ещё двумя относительными точками зрения: противоположением 1) между абстрактным и конкретным и 2) между пребыванием и изменением, или статической и динамической сторонами явлений.
Научное знание, по мнению Конта — высшая ступень развития знания. Самым ценным видом знания является научное (позитивное) — достоверное, точное, полезное. Метафизика — наоборот неточное, недостоверное, бесполезное. Сравнивая многочисленные утопические проекты создания идеального общества с точными предсказаниями физики, он пришёл к заключению, что необходимо и в общественных науках отказаться от утопий и начать изучение конкретных фактов социальной жизни, тщательно их описывать, систематизировать и обобщать. Отвергал философию как навязывающую свои принципы. Поэтому задачей позитивной философии считал описание, систематизацию и классификацию конкретных результатов и выводов научного познания. Наука не должна задаваться вопросом почему происходит явление, а только ограничиваться описанием того, как оно происходит. Такой отказ от исследования конечных причин и сущностей явлений в дальнейшем стал одним из важнейших постулатов позитивизма.

### Интеллектуальная эволюция человечества
Вслед за А. Сен-Симоном Конт разрабатывал концепцию трёх стадий интеллектуальной эволюции человечества. Изучив весь ход развития человеческой мысли, Конт сделал вывод, что есть некий великий закон, согласно которому каждое из наших главных познаний проходит последовательно через три различных теоретических стадии:
- Теологическая [с древности до 1300 года] (фиктивная, состояние вымысла) — необходимый, исходный пункт развития человеческого мышления; все явления объясняются на основе религиозных представлений; имеет место господство сверхъестественного, поскольку оно объясняет всё, что представляется аномальным и невозможным; нет самостоятельной идеологии, отличной от религиозной, в мировоззрении слиты светское и религиозное, жизнь проникнута духом насилия, завоеваний.
- Метафизическая [1300—1800] (абстрактная, состояние отвлечённое) — теологические идеи вытесняются отвлеченными философско-спекулятивными понятиями, «мнимыми сущностями» и выдуманными «первопричинами» — «идеи» Платона, «формы» Аристотеля и схоластов, «общественный договор», «права человека», «субстанция» Спинозы, «вещь в себе» Канта, «абсолютный дух» Гегеля, «материя» материалистов и так далее. Также на этой стадии возникают и получают широкое распространение идеи альтруизма, социальности, позитивной философии, индивидуализма, либерализма и демократии, которые в совокупности с развитием промышленности и науки приводят к разложению и разрушению традиционных верований и прежних порядков. Эта стадия включает Реформацию, Просвещение и Революцию.
- Научная [XIX век] (положительная, состояние позитивное) — на этой стадии главенствует научное познание, возникает социология и начинают изучаться законы функционирования социальных систем; на основе позитивной философии по-новому реорганизуется общество; на этой стадии разум отказывается от объяснения всех процессов с помощью абстракций и отвлечённых начал, и стремится устанавливать связь между явлениями с помощью наблюдений и рассуждений, находя «неизменные отношения последовательности и подобия»; из общества уходит агрессивность; вместо аристократов и анархистов приходят социократы.

### Общество третьей стадии
Согласно Конту, в новом позитивном обществе будут классы предпринимателей (управляющих) и рабочих. Внутри этого общества — строгая иерархия. Собственность находится в руках фабрикантов, земледельцев, банкиров, купцов, для которых она есть долг, обязанность, а не право. На них ложится «необходимая социальная функция» по созданию и управлению капиталами, формированию рабочих мест. Духовно-идеологическими проблемами этого общества занимаются философы-позитивисты и учёные. Политическая власть принадлежит банкирам, которые пользуются советами профессионалов. Конт исходил из того, что при такой организации общество будет самосовершенствоваться и самокорректироваться. Это жёсткая, замкнутая, саморегулирующаяся система, где каждый элемент выполняет свою функцию.
Основной закон социологии Конта — «любовь как принцип, порядок как основание, прогресс как цель». В таком обществе революции излишни, они вроде патологии, в нём царит солидарность различных групп и классов, поскольку общество гармонично, все классы стремятся сохранить материальное и духовное благоденствие.

### Первая социально-научная концепция
Общество — органическое единство всего человечества или какой-либо его части, объединённых идеей «всеобщего согласия». Оно представляет собой органическую систему, порождённую необходимостью в поддержании общего порядка и состоящую из множества подсистем. Между обществом и индивидом находится семья, которая представляет собой «истинное единство» в отличие от самого общества, которое выступает как «внешняя», принудительная сила.
По Конту социология (социальная физика) устанавливает законы общественного развития.
Он делит социологию на:
социальная статика — раздел позитивной науки об обществе — изучает условия его стабильного существования, конкретный состав и взаимосвязь частей, а также основные общественные институты — семью, религию, государство; имеет дело с устойчивыми («естественными») условиями существования любого общественного строя; институты и условия — семья, разделение труда, кооперация…, которые общи и одинаковы для обществ любой эпохи; основной закон социальной статики состоит в том, что он исследует взаимосвязь различных аспектов жизни (экономической, политической, культурной); изучает законы порядка.
социальная динамика — теория исторического социального развития, базирующаяся на вере в прогресс умственного развития человечества и признании закономерного прохождения стадий его развития; изучает законы развития общества — законы прогресса, смены эволюционных стадий.
На основе этого разделения Конт обосновывал органическую связь порядка и прогресса. В поздний период своей деятельности Конт пытался превратить теоретическую социологию в «практическую науку» преобразования общества. При этом человек рассматривался не как отдельно взятый индивид, не как изолированный атом, а в контексте всего Человечества как огромного организма, составленного из совокупности ушедших, ныне живущих и будущих поколений людей. На основе этой идеи Конта возникли разнообразные варианты гуманистического направления в социологии.

### Государство и право
Назначение государства — «объединять частные силы для общей цели и предупреждать фатальную склонность к коренному расхождению в идеях, чувствах и интересах». Обеспечение социального согласия государство осуществляет посредством использования материальных и духовных средств, властных предписаний (идущих от светской и духовной власти), следование которым является священным долгом каждого члена общества.
Основной задачей позитивной философии Конт считал преобразование общества, в ходе которого утвердится социократия: на основе социальной солидарности капиталистов и пролетариев, а мелкая буржуазия должна исчезнуть. Управление в таком обществе должно быть светским (банкиры, промышленники и земледельцы) и духовным (священники позитивной церкви).
Четыре силы в социократии:
- носители концентрированной силы — патрициат (банкиры, купцы, фабриканты, землевладельцы). Патрициат обеспечивает последовательность развития, осуществляет финансовое и экономическое управление.
- священники-позитивисты; в их ведении — образование, воспитание, исправление преступников.
- рассеянная сила — пролетариат; осуществляет переход к промышленному строю.
- женщины — олицетворение нравственности, воплощение чувства.

Во взаимодействии этих четырёх сил будут обеспечены порядок и прогресс, нравственное совершенствование общества.
В государстве, построенном на позитивных принципах, должны главенствовать обязанности, а не права. По мнению Конта, права только подрывают спокойствие общества.

## Сочинения
Самому Конту, кроме двух уже упомянутых главных сочинений, принадлежат ещё следующие:
- «Traité élémentaire de géométrie analytique» (Paris, 1843);
- «Traité philosophique d’astronomie populaire» (Paris, 1845);
- «Catéchisme positiviste» (Paris, 1852);
- «Synthèse subjective» (Paris, 1856). Мелкие соч. из первой эпохи частью включены им как приложения в «Syst. de polit. pos.», частью изданы после его смерти под заглав. «Opuscules de philosophie sociale» (Paris, 1883).

Для характеристики Конта важен «Testament d’Auguste Сomte» (П., 1884). Первые две главы «Курса поз. фил.» изданы отдельно с предисловием Литтре, как «Principes de philosophie pos.» (П., 1868). Сокращённый английский перевод курса: Harriet Martineau, «The posit. philosophy of Auguste Сomte» (Л., 1853). Французское сокращённое издание — Jules Kig, «Auguste Сomte, la philosophie pos. résumée» (П., 1881). Сочинения о Конте и его учении:
- Littré. Auguste Comte et la philosophie positive. — Paris, 1863.
- Robinet. Notice sur l’oeuvre et sur la vie d'Auguste Сomte. — Paris, 1864.
- Lewes G. H.. Comte's philosophy of the sciences. — London, 1853.
- Mill J. S.. Auguste Comte and Positivism.
- Twesten. Lehre und Schriften Auguste Comtes. // Preussischer Jahrbücher. — Berlin, 1859.
- Caird. The social philosophy and religion of Comte. — Глазго, 1885.
- Eucken. Zur Würdigung Comte's und des Positivismus. — Leipzig, 1887.
- Gruber H. Auguste Comte: Der Begründer des Positivismus. — Фрайбург, 1889.
- Wäntig. August Comte und seine Bedeutung für die Entwicklung der Sozialwissenschaften. — Leipzig, 1894.

### Русские переводы
- Конт О. Курс положительной философии в 6 томах. — С.-Петербург, 1900: Том 1, Отдел 1; Том 1, Отдел 2; Том 2, Отдел 2
- Конт О. Дух позитивной философии. (Слово о положительном мышлении) / Перевод с французского И.  А. Шапиро. — Ростов н/Д.: Феникс, 2003. — 256 с. — (Выдающиеся мыслители). — 5000 экз. — ISBN 5-222-03417-8.
- Конт О. Дух позитивной философии: Слово о положительном мышлении. Пер. с фр. — Изд. 2-е. — М.: Книжный дом «ЛИБРОКОМ», 2011. — 80 с. — (Из наследия мировой философской мысли: история философии).
- Конт О. Общий обзор позитивизма / Перевод с французского И.  А. Шапиро. Под ред. Э. Л. Радлова. — Изд. 2-е. — М.: Книжный дом «ЛИБРОКОМ», 2011. — 296 с. — (Из наследия мировой философской мысли: история философии). — ISBN 978-5-397-01521-9.